# Tragny
Tragny [tʁaɲi] est une commune française située dans le département de la Moselle, en région Grand Est.

## Géographie

### Communes limitrophes
| Luppy    | Béchy   | Flocourt    |
| Moncheux | Tragny  | Thimonville |
|          | Juville |             |

### Hydrographie
La commune est située dans le bassin versant du Rhin au sein du bassin Rhin-Meuse. Elle est drainée par l'Elme, le ruisseau de Luppy, le ruisseau de l'Étang de Juville et le ruisseau de Pres-Bas.
L'Elme, d'une longueur totale de 10,3 km, prend sa source dans la commune de Moncheux et se jette  dans la Nied à Saint-Epvre en limite avec Han-sur-Nied, après avoir traversé six communes.

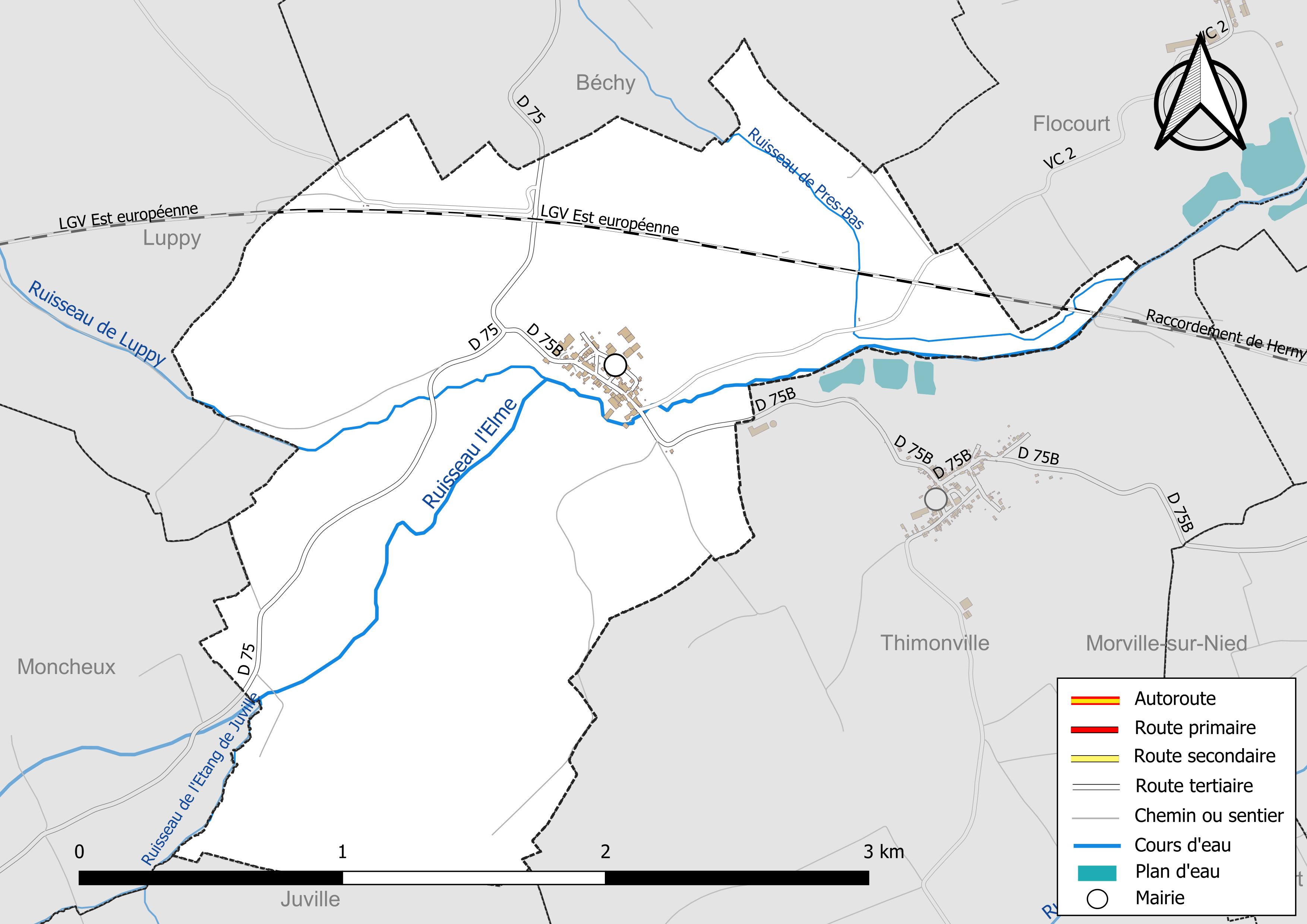
Réseaux hydrographique et routier de Tragny.

La qualité des eaux des principaux cours d’eau de la commune, notamment du ruisseau l'Elme, peut être consultée sur un site spécial géré par les agences de l’eau et l’Agence française pour la biodiversité.

### Climat
Pour des articles plus généraux, voir Climat du Grand Est et Climat de la Moselle.
En 2010, le climat de la commune est de type climat océanique dégradé des plaines du Centre et du Nord, selon une étude du Centre national de la recherche scientifique s'appuyant sur une série de données couvrant la période 1971-2000. En 2020, Météo-France publie une typologie des climats de la France métropolitaine dans laquelle la commune est exposée à un climat semi-continental et est dans la région climatique  Lorraine, plateau de Langres, Morvan, caractérisée par un hiver rude (1,5 °C), des vents modérés et des brouillards fréquents en automne et hiver. 
Pour la période 1971-2000, la température annuelle moyenne est de 9,7 °C, avec une amplitude thermique annuelle de 16,8 °C. Le cumul annuel moyen de précipitations est de 775 mm, avec 11,7 jours de précipitations en janvier et 9 jours en juillet. Pour la période 1991-2020, la température moyenne annuelle observée sur la station météorologique de Météo-France la plus proche, « Lesse_sapc », sur la commune de Lesse à 9 km à vol d'oiseau, est de 10,7 °C et le cumul annuel moyen de précipitations est de 694,0 mm. 
La température maximale relevée sur cette station est de 40 °C, atteinte le 25 juillet 2019 ; la température minimale est de −20,7 °C, atteinte le 20 décembre 2009,,. 
Les paramètres climatiques de la commune ont été estimés pour le milieu du siècle (2041-2070) selon différents scénarios d'émission de gaz à effet de serre à partir des nouvelles projections climatiques de référence DRIAS-2020. Ils sont consultables sur un site spécial publié par Météo-France en novembre 2022.

## Urbanisme

### Typologie
Au 1er janvier 2024, Tragny est catégorisée commune rurale à habitat dispersé, selon la nouvelle grille communale de densité à sept niveaux définie par l'Insee en 2022.
Elle est située hors unité urbaine. Par ailleurs la commune fait partie de l'aire d'attraction de Metz, dont elle est une commune de la couronne,. Cette aire, qui regroupe 245 communes, est catégorisée dans les aires de 200 000 à moins de 700 000 habitants,.

### Occupation des sols
L'occupation des sols de la commune, telle qu'elle ressort de la base de données européenne d’occupation biophysique des sols Corine Land Cover (CLC), est marquée par l'importance des territoires agricoles (93,8 % en 2018), une proportion identique à celle de 1990 (93,8 %). La répartition détaillée en 2018 est la suivante : terres arables (66,4 %), prairies (27,4 %), forêts (6,2 %). L'évolution de l’occupation des sols de la commune et de ses infrastructures peut être observée sur les différentes représentations cartographiques du territoire : la carte de Cassini (XVIIIe siècle), la carte d'état-major (1820-1866) et les cartes ou photos aériennes de l'IGN pour la période actuelle (1950 à aujourd'hui).

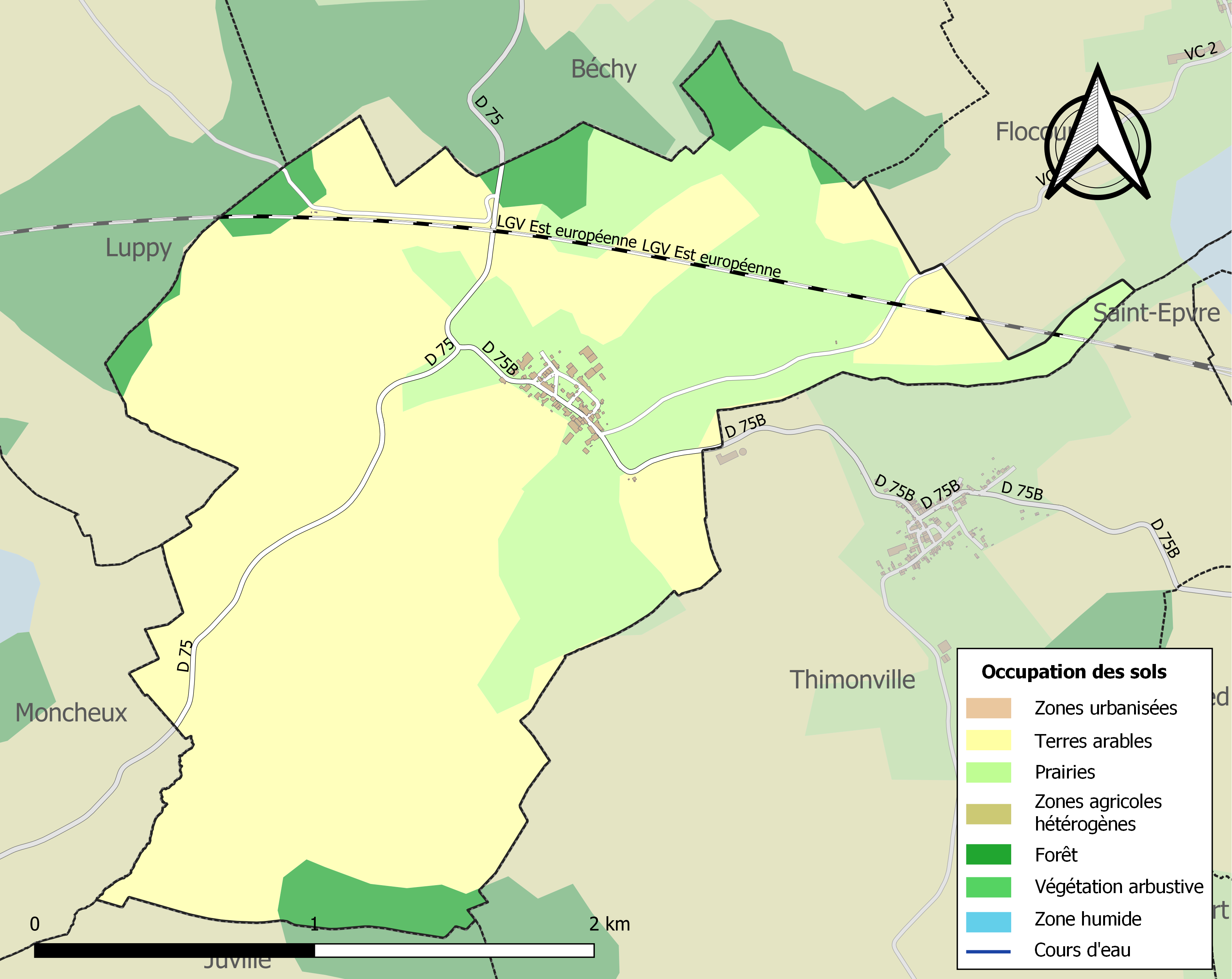
Carte des infrastructures et de l'occupation des sols de la commune en 2018 (CLC).

## Toponymie
- Truniot (1177), Trognief (XVe siècle), Troignuef (1404), Troignelz (1432), Stragnei (1450), Trongnuefz (1493), Tragni (1606), Tranach (1915-1918 et 1940–1944).

## Histoire
Cité pour la première fois en 993, le finage dépendait de l'ancien évêché de Metz et du bailliage de Vic.
La seigneurie releva de la famille des Praillon de 1599 à 1674.
Une communauté juive florissante et ancienne s'y trouvait. Après leur expulsion de la Lorraine par le duc René II, pour le développement économique du Saulnois lui appartenant, l'évêque de Metz maintient de nombreuses familles juives (Marsal, Vic-sur-Seille) dès avant la Révolution Française. La  présence de la communauté juive est attestée tant à Tragny qu'à Thimonville tout proche. Elle migrera petit à petit vers Rémilly vers 1840 lors de la construction de la ligne de chemin de fer Metz-Saint-Avold. Toutefois, les inhumations se feront pendant très longtemps au cimetière de Thimonville. Il est situé entre les communes de Tragny et Thimonville.
Tragny est réunie à Thimonville par décret 31 juillet 1812 puis érigée de nouveau en commune sur ordonnance royale du 12 janvier 1833.

## Politique et administration
| Période                                  | Période       | Identité         | Étiquette | Qualité |
| ---------------------------------------- | ------------- | ---------------- | --------- | ------- |
| avant 1988                               | ?             | Robert Fabing    |           |         |
| mars 1995                                | novembre 2006 | Roland Gérardin  | DVD       |         |
| novembre 2006                            | mars 2008     | Yves Mangeot     |           |         |
| mars 2008                                | En cours      | Patrice Gérardin |           |         |
| Les données manquantes sont à compléter. |               |                  |           |         |

## Démographie
L'évolution du nombre d'habitants est connue à travers les recensements de la population effectués dans la commune depuis 1793. Pour les communes de moins de 10 000 habitants, une enquête de recensement portant sur toute la population est réalisée tous les cinq ans, les populations de référence des années intermédiaires étant quant à elles estimées par interpolation ou extrapolation. Pour la commune, le premier recensement exhaustif entrant dans le cadre du nouveau dispositif a été réalisé en 2007.

En 2022, la commune comptait 88 habitants, en évolution de −12 % par rapport à 2016 (Moselle : +0,52 %, France hors Mayotte : +2,11 %).
| 1793 | 1800 | 1806 | 1836 | 1841 | 1861 | 1866 | 1871 | 1875 |
| ---- | ---- | ---- | ---- | ---- | ---- | ---- | ---- | ---- |
| 322  | 348  | 352  | 373  | 355  | 366  | 344  | 307  | 302  |

| 1880 | 1885 | 1890 | 1895 | 1900 | 1905 | 1910 | 1921 | 1926 |
| ---- | ---- | ---- | ---- | ---- | ---- | ---- | ---- | ---- |
| 261  | 233  | 250  | 239  | 239  | 181  | 157  | 122  | 120  |

| 1931 | 1936 | 1946 | 1954 | 1962 | 1968 | 1975 | 1982 | 1990 |
| ---- | ---- | ---- | ---- | ---- | ---- | ---- | ---- | ---- |
| 110  | 99   | 99   | 117  | 120  | 93   | 91   | 90   | 104  |

| 1999 | 2006 | 2007 | 2012 | 2017 | 2022 | - | - | - |
| ---- | ---- | ---- | ---- | ---- | ---- | - | - | - |
| 121  | 117  | 116  | 109  | 97   | 88   | - | - | - |

## Culture locale et patrimoine

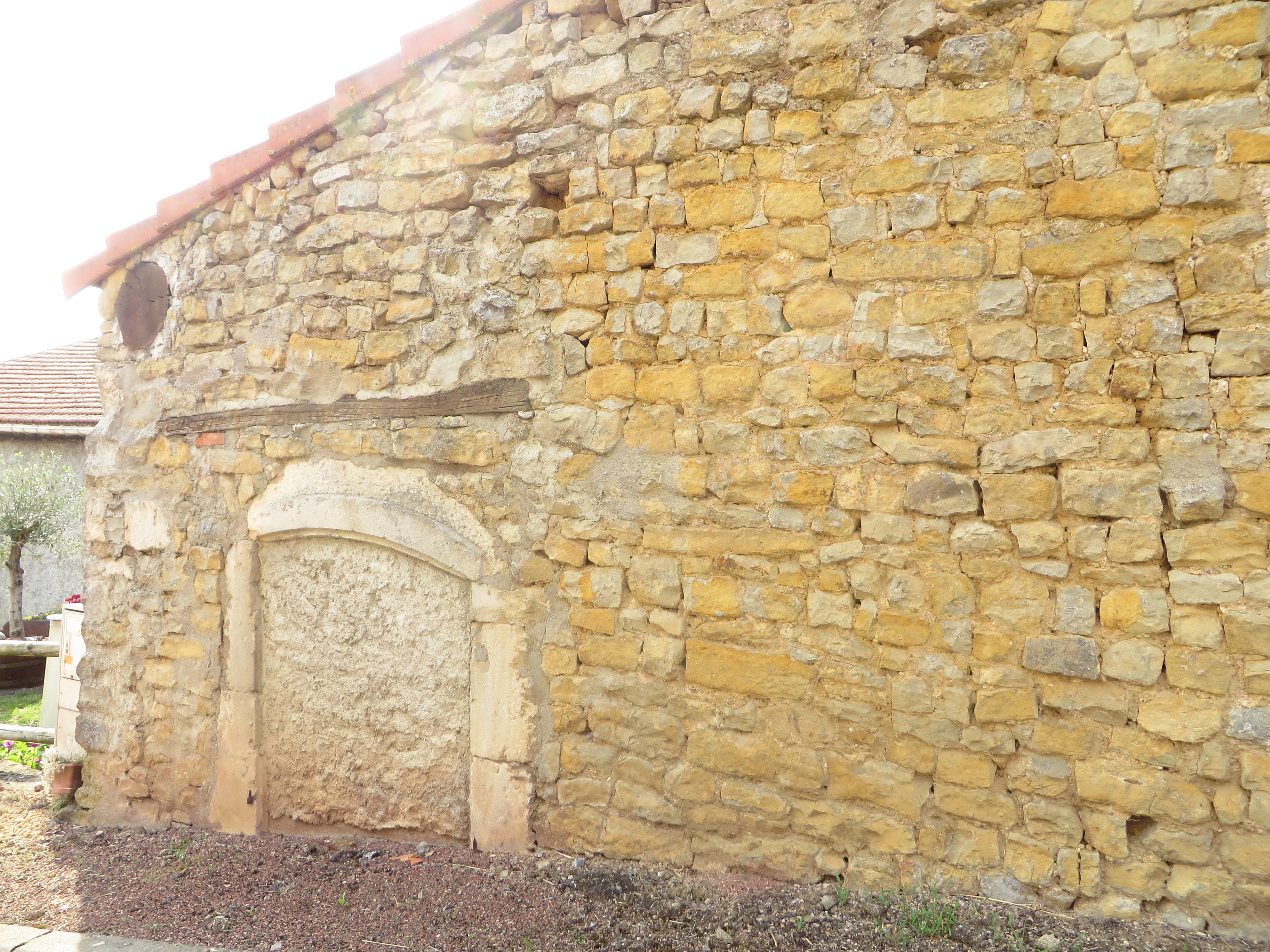
Ancienne synagogue.

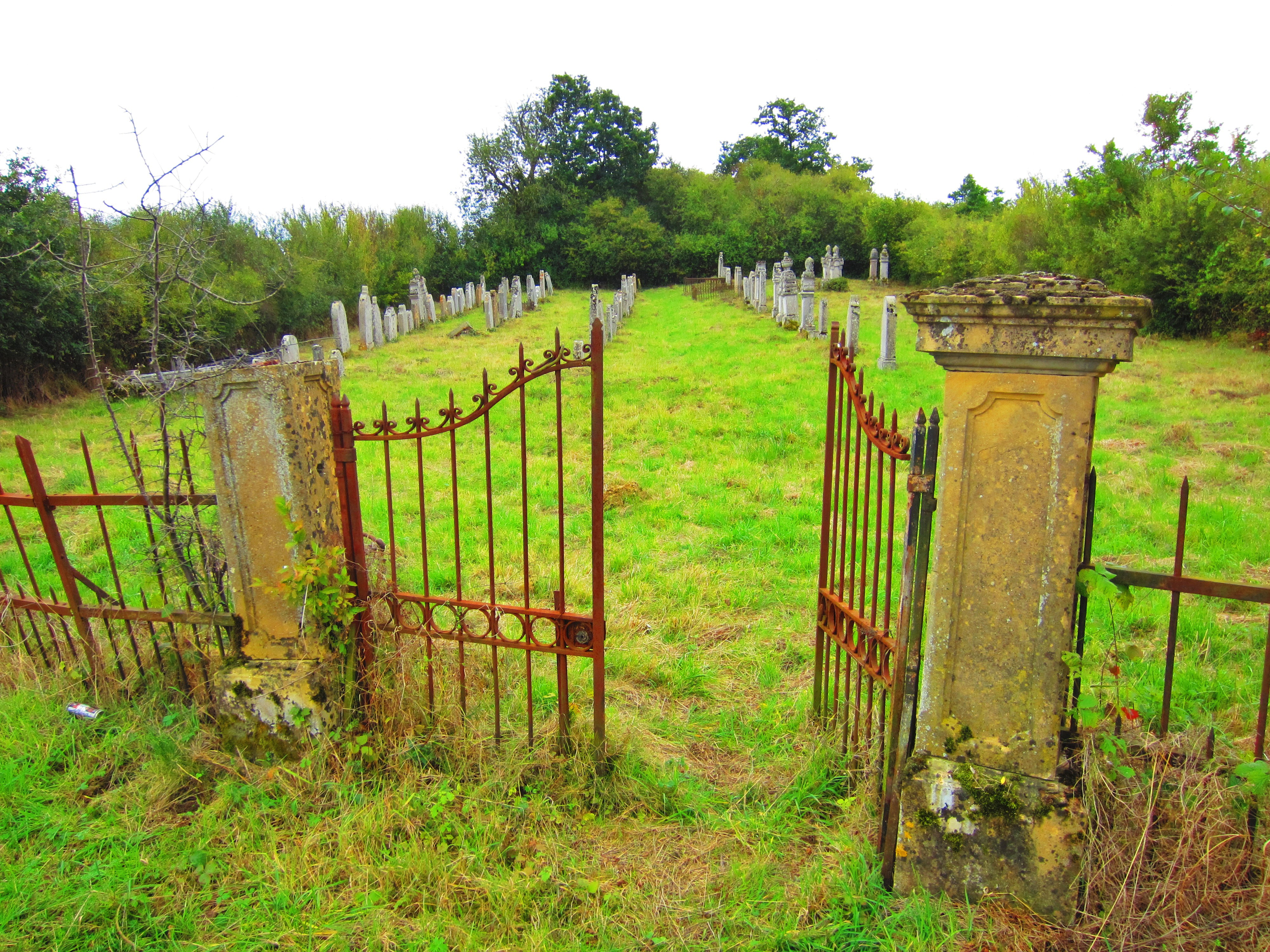
Cimetière israélite.

### Lieux et monuments
- Château transformé en maisons d'habitation.
- Cimetière israëlite, construit en 1864.

#### Édifice religieux
- Église Saint-Léger datant de 1784.
- Ancienne synagogue, construite en 1856, aliénée en 1923.

### Personnalités liées à la commune
- Marie Joseph Pierre Paul Vautrin (1876-1938), maire de Metz de 1924 à 1938 et conseiller général, né à Tragny[19].

### Héraldique
| Blason de Tragny | Blason  | De gueules à une bande d'argent chargée d'une coquille de sable accostée de deux roses de gueules. |
| Blason de Tragny | Détails | Le statut officiel du blason reste à déterminer.                                                   |